# Brisbane International 2025
Brisbane International 2025 a fost un turneu profesionist de tenis din cadrul turneelor din Circuitul ATP 2025 și Circuitul WTA 2025. S-a jucat pe terenuri cu suprafața dură, în aer liber, în Brisbane, Queensland, Australia. Aceasta a fost cea de-a 14-a ediție a turneului și a avut loc la Queensland Tennis Centre din Tennyson, ca parte a Australian Open Series, în pregătirea primului Grand Slam al anului.

## Campioni

### Simplu masculin
Pentru mai multe informații consultați Brisbane International 2025 – Simplu masculin

### Dublu masculin
Pentru mai multe informații consultați Brisbane International 2025 – Dublu masculin

### Simplu feminin
Pentru mai multe informații consultați Brisbane International 2025 – Simplu feminin

### Dublu feminin
Pentru mai multe informații consultați Brisbane International 2025 – Dublu feminin

## Distribuția punctelor și premii în bani

### Distribuția punctelor
| Probă           | C   | F   | SF  | QF  | R16 | R32 | R64 | Q   | Q2  | Q1  |
| Simplu masculin | 250 | 165 | 100 | 50  | 25  | 0   | N/A | 13  | 7   | 0   |
| Dublu masculin  | 250 | 150 | 90  | 45  | 20  | 0   | N/A | N/A | N/A |     |
| Simplu feminin  | 500 | 325 | 195 | 108 | 60  | 32  | 1   | 25  | 13  | 1   |
| Dublu feminin   | 500 | 325 | 195 | 108 | 1   | N/A | N/A | N/A | N/A | N/A |

### Premii în bani
Pentru 2025, premiul total în bani pentru ATP este de 730.00 $, o creștere de 10,3% față de 2024. Premiul total în bani pentru evenimentul WTA este de 1.520.600 $, în scădere cu -12,45% față de 2024.
| Probă           | C         | F         | SF       | QF       | R16      | R32      | Q        | Q2      | Q1      |
| Simplu masculin | 96.985 $  | 56.650 $  | 33.055 $ | 18.685 $ | 10.955 $ | 5.580 $  | N/A      | 3.480 $ | 1.865 $ |
| Dublu masculin* | 35.570 $  | 18.510 $  | 9.770 $  | 5.450 $  | 2.980 $  | 1.660 $  | N/A      | N/A     | N/A     |
| Simplu feminin  | 192.475 $ | 120.735 $ | 69.650 $ | 35.000 $ | 17.750 $ | 12.300 $ | 10.660 $ | 8.900 $ | 4.585 $ |
| Dublu feminin * | 75.820 $  | 48.590 $  | 26.830 $ | 14.000 $ | 9.530 $  | N/A      | N/A      | N/A     | N/A     |